# Olimpiada 40
Olimpiada 40 è un film del 1980 diretto da Andrzej Kotkowski.
Il film è stato selezionato come film polacco per il Miglior Film in lingua straniera ai Premi Oscar 1981, ma non è stato accettato come candidato. La storia dei Giochi Olimpici organizzati da prigionieri di guerra negli Stalag nel 1940. Il film è basato su fatti reali.